# Jerónimo Martins
Jerónimo Martins SGPS, S.A. (JM) mit Hauptsitz in Lissabon ist ein portugiesischer börsennotierter Handels- und Konsumgüterkonzern, dessen Aktivitäten den Lebensmitteleinzelhandel sowie die Produktion und den Vertrieb von Konsumgütern umfassen. Das Unternehmen hatte im Jahr 2023 5350 Filialen in Portugal, Polen und Kolumbien und beschäftigte über 131.000 Mitarbeiter. Das Unternehmen erzielte im Jahr 2022 einen Umsatz von 25,4 Milliarden € und einen Gewinn von 1,9 Milliarden €. Das Unternehmen war laut eigenen Angaben der 47. größte Einzelhändler der Welt, der 31. größte Lebensmittelhändler der Welt und der 19. größte Lebensmitteleinzelhändler in Europa.

## Unternehmensgeschichte
Der Name Jerónimo Martins hat in Portugal eine lange Geschichte und hatte seinen Anfang im Jahre 1792 mit der Eröffnung eines Lebensmittelgeschäfts in der Rua Garrett, einer bis heute eleganten Einkaufsstraße im Herzen von Lissabon. Bis zum Tod des Gründers war das Haus gut geführt, aber später kam es zu Spielschulden der Erben und Söhne Jerónimo Martins’. Als der letzte Nachkomme João António Martins starb, übernahm 1921 Francisco Manuel dos Santos die Geschäfte. Es entwickelte sich ausgehend von der Zentrale im Lissabonner Chiado eine Kette von Einzelhandelsgeschäften unter dem Namen Jerónimo Martins & Filhos. Mitte der 30er Jahre investierte die Gruppe in eine Margarinefabrik zusammen mit der Firma Silva Torrado. Schon damals ab 1926 begann für Jerónimo Martins eine bis heute andauernde Kooperation mit dem holländischen Lebensmittelkonzern Unilever. Es wurde zusammen mit diesem Konzern die Firma Lever gegründet, die sich auf den Verkauf von Reinigungsmitteln und Körperpflegeprodukten spezialisierten. Später kamen auch Tiefkühlprodukte (Iglo) und Eis (Olá) hinzu. Der Tod von Francisco Manuel dos Santos im Jahr 1953 führte dazu, dass die Erben um Soares dos Santos die Firma in eine Aktiengesellschaft umwandelten. Während der Salazar-Diktatur wuchs Jerónimo Martins durch die nationalistische Industriepolitik unaufhörlich. Auch in den damaligen Kolonien wurden Geschäfte aufgebaut. Der Niedergang der Kolonien war für Jerónimo Martins ein starker Einschnitt und brachte starke Verluste besonders in Angola.
In Portugal überlebte das Unternehmen unbeschadet die revolutionären Jahre von 1974 und die Führer des Unternehmens blieben im Lande. Portugiesische Mitarbeiter aus Angola kamen zurück und es wurden ihnen neue Stellen in Portugal zugewiesen. Dies ermöglichte es Jerónimo Martins seine starke Marktposition zu gewinnen und angesichts der anglo-holländischen Unilever-Kooperation, gingen die Geschäfte weiter gut. Im Jahr 1980 wurde der erste Supermarkt in Portugal eröffnet und es wurde der Grundstock für das heutige Imperium von Supermärkten der Marke Pingo Doce. Von nun an gab einen unaufhaltsamen Ausbau der Geschäfte und die Gruppe übernahm sogar 15 Supermärkte von Pão de Açúcar in Brasilien, die allerdings nach einiger Zeit wegen fehlender Rentabilität wieder verkauft wurden. In dieser Zeit begann auch die Zusammenarbeit mit dem holländischen Konzern Ahold, einem der echten Global Player im internationalen Lebensmittelgeschäft. Neben dem Aufbau von zahllosen Supermarktketten (Feira Nova, Cash & Carry, Ino) und dem Zukauf von Firmen im Großhandelsbereich gab es nun auch Joint Ventures in anderen Bereichen der Konsumwirtschaft (Hussel, Douglas AG etc.). Auch im Industriebereich weitete sich Jerónimo Martins weiter aus und beteiligte sich an dem Olivenölproduzenten der Marke Galo. Im Großhandel übernahm Jerónimo Martins den Vertrieb von Marken wie: wie Kellogg, Idal / Heinz, Rowntree / Perugina, Calvin Klein und Bahlsen.
Zeitgleich trat Portugal in den Gemeinsamen Markt der heutigen EU ein und so nahm auch der Auslandsgeschäftsanteil Anfang der 90er Jahre stetig zu. Die Gruppe investierte ab 1995 in Polen und wurde dort inzwischen mit den Supermärkten der Marke Biedronka zum Marktführer. 2012 entschied sich das Unternehmen aus Steuergründen seinen Hauptsitz nach Holland zu verlegen. Dort wird im Gegensatz zu Portugal ein geringerer Steuersatz fällig. Die Supermarktgruppe Pingo Doce hat insbesondere im Krisenjahr 2012 stark von sich reden gemacht, indem er in kurzfristig angekündigten Aktionen Ausverkäufe mit Rabatten bis zu 50 % durchführte. Konkurrenten beschrieben diese Praktiken als besonders aggressiv und ruinös für die Branche und in den Supermärkten kam es zu tumultartigen Szenen.

## Marktposition
Sowohl in Portugal mit Pingo Doce als auch in Polen mit Biedronka ist die Jerónimo-Martins-Gruppe Marktführer im Lebensmittelhandel. Dazu kommt noch Ara in Kolumbien. Unter dem Label Recheio werden Cash & Carry-Märkte geführt, unter Amanhecer Nachbarschaftsläden, unter Hussel eine Kette von 18 Süßwaren- und Konfiserieläden (diese Kette ist in Portugal ein Joint Venture mit der deutschen Douglas Holding, an dem JM 51 % hält). Heute wird der Haupteigentümer im Aufsichtsrat durch Alexandre Soares dos Santos vertreten. Die Jerónimo-Martins-Gruppe ist heute einer der größten Arbeitgeber in Portugal der allein in der Kette von Super- und Hypermärkten unter der gemeinsamen Marke Pingo Doce 32.426 Menschen beschäftigt. Zum Jahresende 2018 betrug der Umsatz in 520 Geschäften insgesamt 4,8 Mrd. Euro.
Es bestehen zudem Vertriebs- und Produktions-Kooperationen bzw. Gemeinschaftsunternehmen mit internationalen Handels- und Lebensmittelkonzernen, wie Ahold und vor allem Unilever. Außerdem ist JM in den Geschäftsfeldern Marketing, Repräsentation und Catering aktiv:
- Unilever Jerónimo Martins: Gemeinschaftsunternehmen mit Unilever
- Jerónimo Martins Distribuição de Produtos de Consumo: vertreibt in Portugal Markenprodukte internationaler Hersteller
- PGJM: Gemeinschaftsunternehmen mit der spanischen Kosmetikgruppe Puig
- Jerónimo Martins Restauração e Serviços: Projektentwickler im Cateringbereich
- Caterplus: Lieferant der Verpflegungsbranche
- Jeronymo: Cafekette
- Ben & Jerry, Olá: Eisladen-Kette
- Subway: Schnellimbisskette